# De bloemen, de vogels, de gruwel
De bloemen, de vogels, de gruwel is een maatschappijkritisch theaterstuk van de Vlaamse roman- en toneelschrijver Walter van den Broeck uit 1995 dat de draak steekt met het dunne laagje vernis dat onze beschaving eigenlijk slechts is.

## Samenvatting
Het stuk begint met een burgerlijk, fatsoenlijk, bijna sympathiek koppel en de vrouw des huizes die zich beklaagt over het vele geweld op televisie. Geweld is eigen aan andere en verre culturen, volkeren en godsdiensten waar we zelf ver boven staan. De gruwel hebben we ver achter ons gelaten… tot er een bal van de buurjongen over de muur gaat. Van dit moment af, leiden de op zich onschuldige en logisch elkaar opvolgende gebeurtenissen langzaam tot een compleet gruwelijk einde.

## Commentaar
De bloemen, de vogels, de gruwel is een technisch veeleisend stuk dat desondanks door de jaren heen in menig Vlaams amateurtoneelgezelschap werd opgevoerd. Het stuk laat de acteurs toe hun kunnen te demonstreren, maar het verhaal wordt doorgaans als doorzichtig en voorspelbaar beschouwd.